# Шантеж
Шантеж (фр. Chanteuges) насеље је и општина у централној Француској у региону Оверња, у департману Горња Лоара која припада префектури Бријуд.
По подацима из 2011. године у општини је живело 436 становника, а густина насељености је износила 26,7 становника/km². Општина се простире на површини од 16,33 km². Налази се на средњој надморској висини од 537 метара (максималној 894 m, а минималној 493 m).

## Демографија
| 1962. | 1968. | 1975. | 1982. | 1990. | 1999. | 2011. |
| ----- | ----- | ----- | ----- | ----- | ----- | ----- |
| 396   | 454   | 358   | 348   | 376   | 403   | 436   |

График промене броја становника у току последњих година